# 崔茂宣 (潜水艦)
崔茂宣（チェ・ムソン、日本語読み：さい もせん、朝鮮語：최무선、ラテン文字：Choi Mu Son, SS-063）は、大韓民国海軍の潜水艦。張保皐級潜水艦の3番艦。艦名は高麗末期の発明家崔茂宣に由来する。

## 艦歴
「崔茂宣」は、ホヴァルツヴェルケ＝ドイツ造船でブロックを建造し、大宇重工業でノックダウン生産され　1996年に就役し、鎮海に所在する第9戦団に配備される。